# Lia McHugh
Lia Ryan McHugh (Pittsburgh, Pensilvania, 18 de noviembre de 2005) es una actriz estadounidense de cine y televisión. Es principalmente conocida por Totem (2017), Into the Dark (2019), The Lodge (2019) y Songbird (2020). También interpretó a Sprite en la película Eternals (2021), del Universo cinematográfico de Marvel.

## Filmografía
| Año  | Título                | Personaje      | Notas |
| ---- | --------------------- | -------------- | ----- |
| 2016 | A Haunting            | Jacey          |       |
| 2017 | Hot Summer Nights     | Hermana pájaro |       |
| 2017 | Totem                 | Abby           |       |
| 2018 | La llegada del Diablo | Joven Ashley   |       |
| 2018 | American Woman        | Jessica Nolan  |       |
| 2019 | The Lodge             | Mia Hall       |       |
| 2019 | Into the Dark         | Maggie Singer  |       |
| 2020 | Inmune                | Emma Griffin   |       |
| 2021 | Eternals              | Sprite         |       |
| 2021 | A House on the Bayou  | Ana            |       |